# Google Duo
 (octobre 2022).
Pour les articles homonymes, voir Duo (homonymie).
Google Duo était une application mobile de messagerie instantanée vidéo développée par Google. L'application était disponible sur les systèmes d'exploitation Android et iOS. Elle a été annoncée à la conférence Google I/O le 18 mai 2016 et est sortie mondialement le 16 août 2016,,.

## Historique

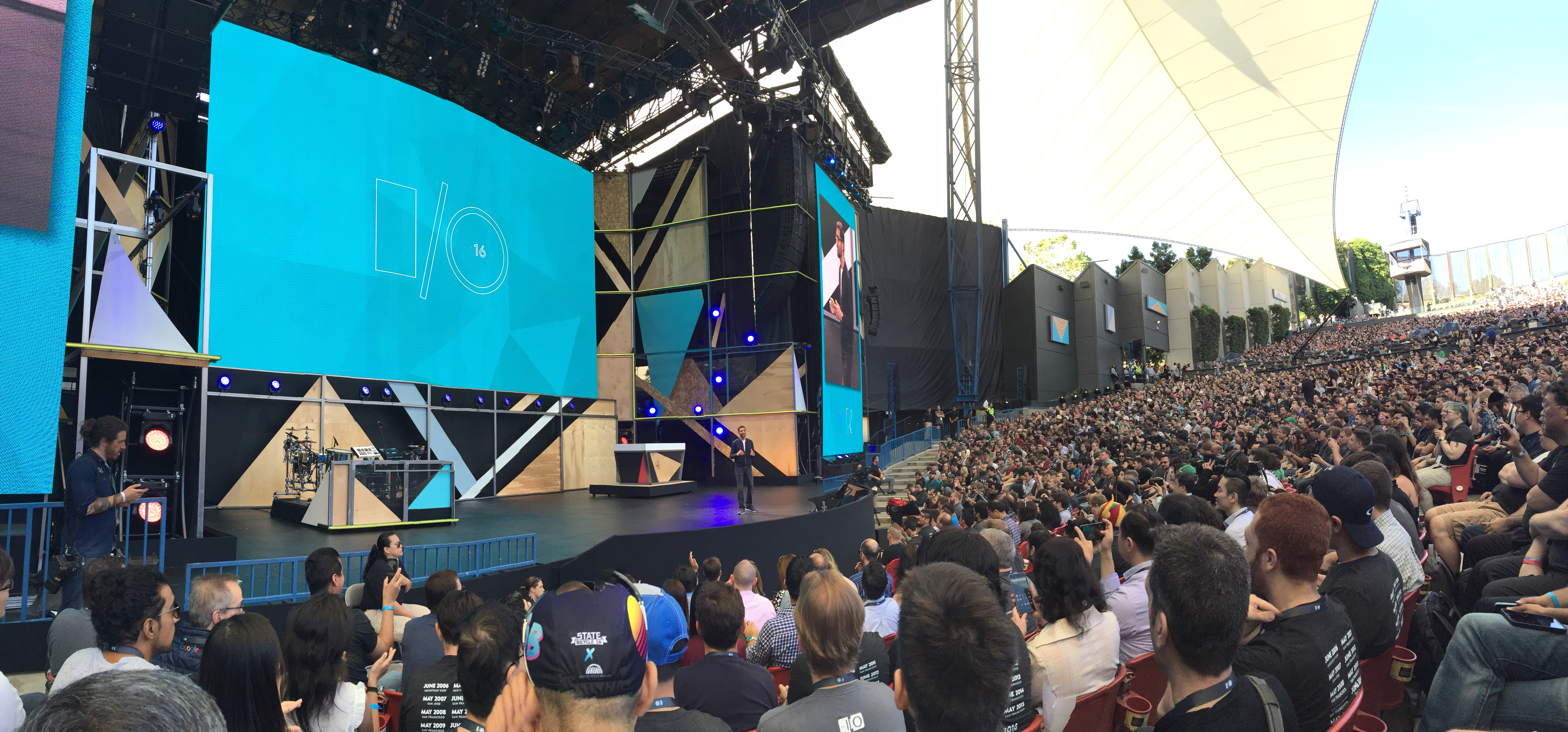
Keynote de Google I/O 2016, amphithéâtre Shoreline.

Google Duo est rapidement grimpé à la première position pour les applications gratuites dans Google Play dans les deux jours suivant la sortie de sa première version, mais l'application est tombée à la 127e position peu de temps après.
Dans un courriel envoyé aux fabricants de téléphones Android le 5 octobre 2016, Google a annoncé qu'à partir du 1er décembre 2016, Google Duo remplacerait Hangouts dans la suite d'applications Google que les fabricants de téléphones Android devaient pré-installer sur leurs appareils, l'installation de Hangouts devenant optionnelle.
Cependant, en août 2022, Google a fusionné l'application Duo avec Google Meet, et le service est désormais exclusivement connu sous le nom de Meet. Cette fusion a résulté en la convergence de ces deux plateformes distinctes au sein d'une entité unifiée. Par conséquent, l'existence autonome de Google Duo a pris fin, et ses fonctionnalités ainsi que sa base d'utilisateurs ont été intégrées au sein du service rebaptisé, Meet.

## Caractéristiques
Les principales fonctionnalités de l'application sont :
- une vidéo HD 720p ;
- une optimisation pour les réseaux mobiles à faible bande passante ; l'application optimise WebRTC et utilise QUIC sur UDP ; l'optimisation est également réalisée grâce à la dégradation de la qualité vidéo par la surveillance de la qualité du réseau[1] ;
- Knock Knock, une fonctionnalité unique à Android[10] qui présente une image de l'appelant avant que le destinataire accepte la communication, pour que, selon Google, l'appel ressemble plus à une invitation qu'à une interruption ;
- chiffrement de bout en bout par défaut ;
- la présence du Google Assistant ;
- l'utilisation de numéros de téléphone comme identifiant pour permettre aux utilisateurs d'appeler facilement les personnes de leur liste de contacts ;
- la commutation automatique entre réseau Wi-Fi et réseau mobile.